# Conseil de la fédération (Russie)
Pour les autres articles nationaux ou selon les autres juridictions, voir Conseil de la fédération.
 (novembre 2020).
Si vous disposez d'ouvrages ou d'articles de référence ou si vous connaissez des sites web de qualité traitant du thème abordé ici, merci de compléter l'article en donnant les références utiles à sa vérifiabilité et en les liant à la section « Notes et références ».
Édifice du Conseil de la fédération
Le Conseil de la fédération (en russe : Совет Федерации ; romanisé : Soviet Federatsii), au nom complet de Conseil de la fédération de l'Assemblée fédérale de la fédération de Russie (en russe : Совет Федерации Федерального Собрания Российской Федерации ; Soviet Federatsii Federal'nogo Sobrania Rossiskoï Federatsii), est la chambre haute de l'Assemblée fédérale de la fédération de Russie. En effet, l'Assemblée fédérale de la fédération de Russie est bicamérale, elle est constituée de deux chambres : le Conseil de la fédération et la Douma d'État représentant la chambre basse.
Le Conseil de la fédération est composé de 170 sénateurs. Chacun des 85 sujets fédéraux en envoie deux. Ainsi sont représentés 22 républiques, 46 oblasts, neuf kraïs, quatre okrougs autonomes, un oblast autonome et trois villes fédérales. Chacun des 4 oblasts ukrainiens occupés depuis 2022 envoie également deux représentants, faisant passer le nombre de sénateurs à 178 depuis 2022. 
Le Conseil de la fédération reflète dans ses activités les intérêts et les points de vue des différents sujets de la fédération de Russie. 
Le Conseil tient ses séances à Moscou, dans le bâtiment principal de la rue Bolchaïa Dmitrovka, une ancienne maison de l'Agence de bâtiment d'État soviétique (Gosstroï). On trouve aussi des bureaux et des salles du comité dans la rue Novy Arbat. Les deux chambres de l'Assemblée fédérale sont physiquement séparées, la Douma d'État siégeant dans un autre lieu de la capitale.

## Présidence

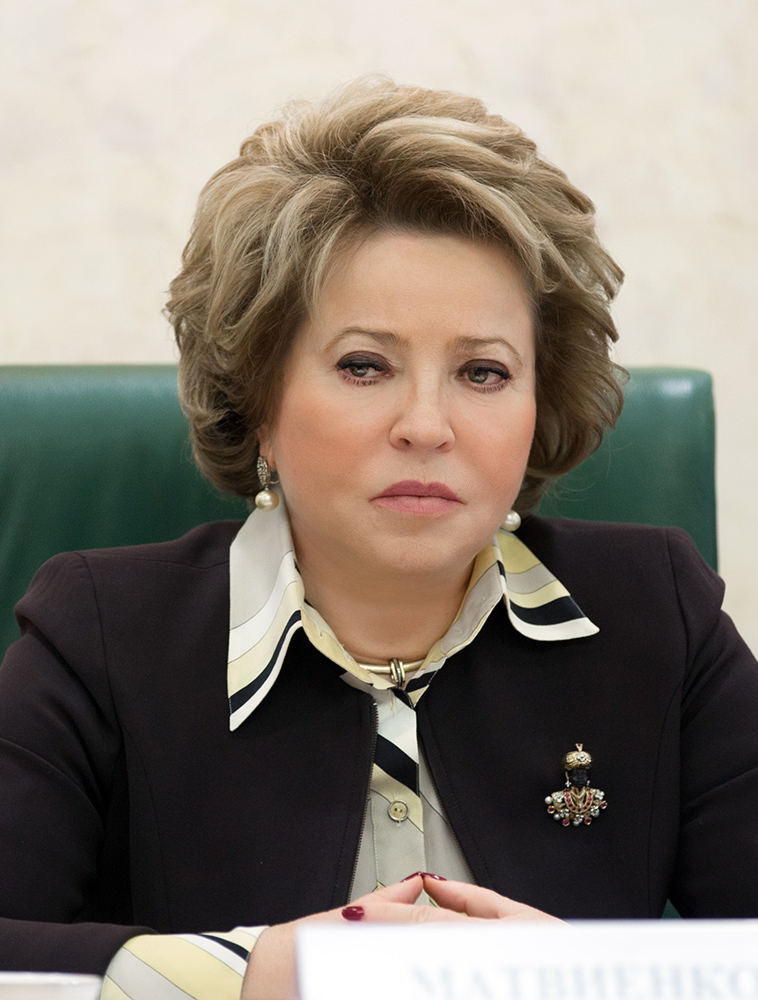
Valentina Matvienko, actuelle présidente du Conseil de la fédération.

Le président et les vice-présidents du Conseil de la fédération sont élus parmi ses membres. Ils ne peuvent pas être représentants d'une même région ou république de la fédération.
Depuis le 21 septembre 2011, le Conseil de la fédération est présidé par Valentina Matvienko et son chef du secrétariat est Guennadi Golov.

### Liste des présidents
- Vladimir Choumeiko (1994-1996)
- Egor Stroïev (1996-2001)
- Sergueï Mironov (2001-2011)
- Aleksandr Torchine (2011)
- Valentina Matvienko (depuis 2011)

## Composition
La composition du Conseil de la fédération varie en nombre. Il est composé de deux représentants par sujet : un représentant de l'organe législatif et une personne nommée par l'exécutif de la république ou région concernée (l'assemblée régionale pouvant s'opposer à la nomination par un vote à la majorité des 2/3). En 2014, il y a 85 sujets donc 170 personnes siégeant au Conseil.
Les mandats ne sont pas uniformes, ils varient selon les républiques ou les régions. La mise en application de cette réforme se fait de façon progressive, en fonction des élections régionales. Mise en œuvre dès les élections régionales d'octobre 2000, cette réforme devrait s'étendre sur plusieurs années. 

### Groupes politiques
En 2002, les groupes parlementaires sont interdits par Sergueï Mironov, président du Conseil. Néanmoins, les membres siégeant au Conseil de la fédération peuvent appartenir à un parti.
| Parti            | Parti                                       | Nombre de sièges |
| ---------------- | ------------------------------------------- | ---------------- |
|                  | Russie unie                                 | 138 / 178        |
|                  | Parti libéral-démocrate de Russie           | 3 / 178          |
|                  | Parti communiste de la fédération de Russie | 4 / 178          |
|                  | Russie juste                                | 3 / 178          |
|                  | Indépendants                                | 27 / 178         |
| 3 sièges vacants |                                             |                  |

## Régime électoral
Chaque territoire peut être dirigé par une ou deux assemblées. En effet, certaines entités peuvent présenter un système de gouvernance bicaméral à la tête desquels on trouve deux présidents.
Ainsi, les candidatures pour le représentant du Conseil de la fédération sont proposées par le président ou les présidents des deux assemblées, à tour de rôle, si l'organe est bicaméral.
Un groupe d'au moins un tiers du nombre total des députés de la république ou de la région peut aussi proposer d'autres candidats. L'élection a lieu au scrutin secret ; elle est confirmée par une résolution adoptée par l'organe législatif.

## Régime des sessions

### Sessions ordinaires
Le Conseil de la fédération fonctionne en permanence, au même titre que la Douma. 

### Sessions extraordinaires
Les sessions extraordinaires peuvent avoir lieu sur la simple convocation et l’initiative propre du président du Conseil de la fédération. Elles peuvent aussi être le résultat d’une proposition du président de la fédération de Russie, du gouvernement de la fédération et d'un sujet de la fédération. De même un groupe (un comité du Conseil de la fédération ou un groupe de membres du Conseil de la fédération) d’au moins 1/5e du nombre total des membres du Conseil peut proposer une session extraordinaire.

## Rapports avec la chambre basse (Douma) et le pouvoir exécutif

### Pouvoir législatif

#### Initiative législative
Le droit d'initiative fait partie de la compétence du Conseil de la fédération, mais il le partage avec le président de la fédération de Russie, les députés, le gouvernement de la fédération, les organes législatifs des différentes entités de la fédération de Russie.
Elle partage aussi le droit d'initiative avec d'autres institutions comme la Cour constitutionnelle, la Cour suprême et la Cour arbitrale supérieure de la fédération lorsque les questions relèvent de leur domaine de compétence.

#### Droit d'amendement
Le Conseil de la fédération peut faire des propositions d'amendements sur les textes examinés par la Douma, après la première lecture de ceux-ci. Les amendements sont déposés devant la Douma et examinés par cette dernière.

#### Procédure législative
Dans le cadre des procédures ordinaires, les projets de loi (lois fédérales constitutionnelles ou lois fédérales) sont déposés devant la chambre basse. Les lois adoptées par la Douma d'État, après un examen en général de trois lectures, sont transmises pour lecture à la chambre haute dans un délai de cinq jours. Cette dernière peut approuver ou rejeter n'importe quelle loi votée et adoptée par la Douma. Les projets de loi sont soumis pour examen à une commission chargée de vérifier si elles sont conformes à la Constitution. 
Une loi fédérale est ratifiée par le Conseil de la fédération quand plus de la moitié de l'ensemble des membres de cette chambre a voté favorablement, ou bien si elle n'a pas été examinée par le Conseil de la fédération dans un délai de quatorze jours. Si le texte de loi adopté par la Douma est rejeté par le Conseil de la fédération, le projet est transmis à une commission de conciliation responsable de porter un avis sur les objections avancées  et chargée de présenter après relecture, des propositions pour surmonter les divergences. Cette commission est composée de membres de la Douma et du Conseil de la fédération, et instituée à l'initiative du Conseil de la fédération, de la Douma, du président de la fédération, ou de l'auteur du projet de loi. La création de cette commission nécessite l’accord à la majorité absolue des représentants de la Douma.
La majorité absolue des membres de la Douma est requise pour, décider de la mise en place de cette commission, désigner les membres de la Douma qui en feront partie et le député qui en deviendra le coprésident. Dans le cadre de la relecture, chaque objection est examinée séparément dans le but de rédiger un texte unique. Les décisions procèdent d'un vote séparé entre les représentants de la Douma et les membres du Conseil de la fédération. Elles nécessitent la majorité absolue des membres des deux groupes. Un protocole est constitué par la commission afin de proposer un texte consensuel mettant en accord les deux chambres. Il est soumis à l'examen du Conseil de la Douma qui inscrit à l'ordre du jour la nouvelle lecture. Lors de cette dernière, la chambre basse débat uniquement sur les propositions établies dans le protocole. Elle n’a pas le droit d’examiner un autre amendement que ceux fixées par les propositions.
Dans l’éventualité où une de ces propositions serait rejetée par la Douma, cette dernière peut proposer à la commission de poursuivre son travail tout en tenant compte des amendements qu'elle a adoptés. La commission a dix jours pour lui faire de nouvelles propositions.
la Douma statue à la majorité absolue de ses membres sur chaque proposition et de manière séparée. Une fois adoptée, la loi révisée est envoyée par le président de la Douma au Conseil de la fédération. Si les modifications de la commission ne sont pas adoptées par la Douma et que cette dernière manifeste son désaccord concernant la décision de rejet du Conseil de la fédération, un vote est à nouveau  organisé. La chambre basse se prononce alors sur le texte de la loi en revenant à la rédaction initiale. Le texte de loi est alors considéré comme définitif s'il obtient la majorité des deux tiers des membres de la Douma. Par la suite, il est envoyé par le président de la Douma au président de la fédération, dans un délai de cinq jours, pour signature et promulgation. Le président de la fédération de Russie en est tenu informé par le président de la Douma.
Dans le cadre de procédures particulières, les lois relatives au budget fédéral, aux impôts et taxes fédéraux, à la réglementation financière, de change, de crédit et de douane, à l'émission monétaire, à la ratification et à la dénonciation des traités internationaux, au statut et à la défense des frontières d'État, ainsi que les lois traitant des problèmes de la guerre et de la paix sont soumises à l'examen obligatoire du Conseil de la fédération. Les lois constitutionnelles fédérales sont acceptées si elles sont adoptées par une majorité d'au moins les 3/4 de l'ensemble des membres du Conseil de la fédération et d'au moins les 2/3 de l'ensemble des députés de la Douma. 
En tant que pouvoir exécutif, le président signe la loi qui entre en vigueur une fois qu’elle lui a été transmise après son adoption par les deux chambres. Le chef de l'État bénéficie d’un droit de veto et peut agir sur la loi en la rejetant dans les quatorze jours suivant la transmission du texte, appuyée notamment de propositions. Si tel est le cas, celle-ci est renvoyée pour examen à la Douma. La chambre basse peut valider la loi suivant les propositions du président si elle admet que ce dernier a raison. Une majorité qualifiée des deux tiers des voix l’autorise à outrepasser le droit de veto du président en adoptant définitivement la loi dans sa rédaction originelle. Une fois voté, le texte est transmis au Conseil de la fédération. Le Conseil de la fédération peut aussi surmonter le droit de veto du président sur la base d'une majorité qualifiée. Le chef de l'État doit se soumettre à la Constitution et signer cette loi, même s'il est en désaccord avec cette dernière.

## Pouvoir de contrôle
Le Conseil de la fédération invite régulièrement lors de séances appelées « heures gouvernementales » des membres du gouvernement ou bien des fonctionnaires. Ces derniers viennent répondre aux questions des parlementaires ou présenter le travail qui leur a été demandé.
De même, il n’est pas rare que des auditions soient organisées sur les questions relevant de la compétence du Conseil. 
De façon conjointe, avec la Douma, le Conseil forme une chambre des comptes afin d’assurer le contrôle sur l'exercice budgétaire fédéral. 
Enfin, il ratifie ou dénonce selon le cas les traités internationaux.  

### Rapports avec leprésident de la fédération de Russie

#### Pouvoir de destitution
Le Conseil de la fédération peut destituer le président de la fédération de Russie si ce dernier est accusé par la Douma de haute trahison ou d’un quelconque délit grave confirmé par un acte de la Cour suprême de la fédération ainsi que par un acte de la cour constitutionnelle relatif au respect de la procédure établie pour la mise en accusation. 
Cette décision ne peut être valide que si elle est prise à la majorité des 2/3 de l'ensemble des membres du Conseil, et adoptée au plus tard dans les trois mois qui suivent  les actes d’accusation. Dans le cas contraire, l'accusation est rejetée et considérée comme  caduque. 
Si la destitution est effective, les fonctions du chef de l'État sont assumées par le président du gouvernement. L’élection présidentielle est obligatoirement avancée et doit avoir lieu dans une période de trois mois. Dans ce cas, la personne assumant la vacance du poste présidentiel est tributaire d’une série de restrictions dans ses pouvoirs notamment celle l’empêchant de dissoudre la Douma.

#### Message annuel duprésident de la fédération de Russie
Chaque année, le président de la fédération de Russie prononce un discours à l'Assemblée fédérale rendant compte de la situation dans le pays et des principales orientations de la politique intérieure et extérieure de l'État. 

#### Prise de parole au sein du Conseil de la fédération
À l’instar du chef du gouvernement, le président de la fédération peut prendre la parole lors des séances du Conseil de la fédération lors de la discussion du budget fédéral ou des questions importantes de la politique d'État. Il peut aussi le faire à la Douma.

## Dispositions particulières

### Propositions relatives au pouvoir constituant
Dans le cadre des propositions relatives à la constitution, les propositions d'amendement ou de révision peuvent être présentées par le Conseil de la fédération, conjointement au président de la fédération, la Douma, le gouvernement, les organes législatifs des sujets de la fédération, ainsi que par 1/5e au moins des membres du Conseil ou de la Douma. 

### Principes constitutionnels inviolables
Il est impossible de  toucher aux fondements du régime constitutionnel, aux droits et libertés, aux procédures d’amendement et de révision de la constitution sauf  si une procédure de révision est soutenue par les 3/5e de l'ensemble des membres du Conseil de la fédération et de la Douma. Une assemblée constituante est alors convoquée.

## Circonstances exceptionnelles
Lorsque la loi martiale ou l'état d'urgence sont instaurés par le président de la fédération, celui-ci doit en tenir informé immédiatement le Conseil de la fédération ainsi que la Douma d'État.

## Nominations
Le Conseil de la fédération peut approuver ou rejeter les candidatures proposées par le président de la fédération aux postes de juge que ce soit à la Cour constitutionnelle de la fédération, à la Cour suprême de la fédération de Russie ou bien encore à la Cour arbitrale supérieure de la fédération. Elle a le même pouvoir concernant le procureur général de la fédération de Russie qui peut être par là même révoqué par le Conseil de la fédération. 
Le vice-président de la Chambre des comptes de la fédération de Russie est nommé et révoqué par le Conseil de la fédération. 
Chaque chambres procède à l’élection de la moitié des auditeurs de la Chambre des comptes de la fédération de Russie. 
Le président de la fédération nomme et rappelle les représentants diplomatiques de la fédération en poste dans les États étrangers et les organisations internationales après avoir consulté les comités ou les commissions ad hoc des chambres de l'Assemblée fédérale qui lui présentent leurs recommandations.

## Saisine de laCour constitutionnelle de la fédération de Russie
À la demande du Conseil de la fédération ou d'1/5e de ses membres (conjointement avec le président de la fédération de Russie, la Douma, 1/5e des députés, le gouvernement de la fédération, la Cour suprême de la fédération et la Cour supérieure d'arbitrage de la fédération, les organes du pouvoir législatif et exécutif des sujets de la fédération de Russie), la Cour statue sur la constitutionnalité :
- des lois fédérales, des actes normatifs du président de la fédération, des deux assemblées et du gouvernement de la fédération ;
- des constitutions, des lois et autres actes normatifs des sujets de la fédération concernant les questions de la compétence d'État ou de la compétence conjointe ;
- des traités conclus entre la fédération et les sujets ;
- des traités entre les sujets ;
- des traités internationaux non entrés en vigueur.

À la demande du Conseil de la fédération (de concert avec le président de la fédération, la Douma, le gouvernement de la fédération et les organes du pouvoir législatif des sujets de la fédération), la Cour donne son interprétation de la Constitution. 
La chambre haute et la chambre basse peuvent se réunir afin d’entendre les messages de la Cour constitutionnelle.

## Pouvoirs exclusifs
Les domaines de compétences exclusifs du Conseil de la fédération sont :
- la validation des changements des frontières entre les sujets de la fédération de Russie ;
- la validation des décrets du président de la fédération de Russie relatifs à l'établissement de la loi martiale et de l'état d'urgence ;
- la responsabilité décisionnelle de l'utilisation les Forces armées de la fédération de Russie en dehors du territoire de la fédération ;
- l'établissement des élections du président de la fédération de Russie.